# グルタル酸CoAリガーゼ
グルタル酸CoAリガーゼ(Glutarate-CoA ligase、EC 6.2.1.6)は、以下の化学反応を触媒する酵素である。
ATP + グルタル酸 + CoA{\displaystyle \rightleftharpoons }ADP + リン酸 + グルタル酸CoA
従って、この酵素の3つの基質はATPとグルタル酸とCoA、3つの生成物はADPとリン酸とグルタル酸CoAである。
この酵素は、リガーゼ、特に酸-チオールリガーゼに分類される。系統名は、グルタル酸:CoAリガーゼ(ADP生成)である。その他よく用いられる名前に、glutaryl-CoA synthetase、glutaryl coenzyme A synthetase等がある。
この酵素は、脂肪酸の代謝及びリシンの分解に関与している。